# Kaiserin Elisabeth-Bahn

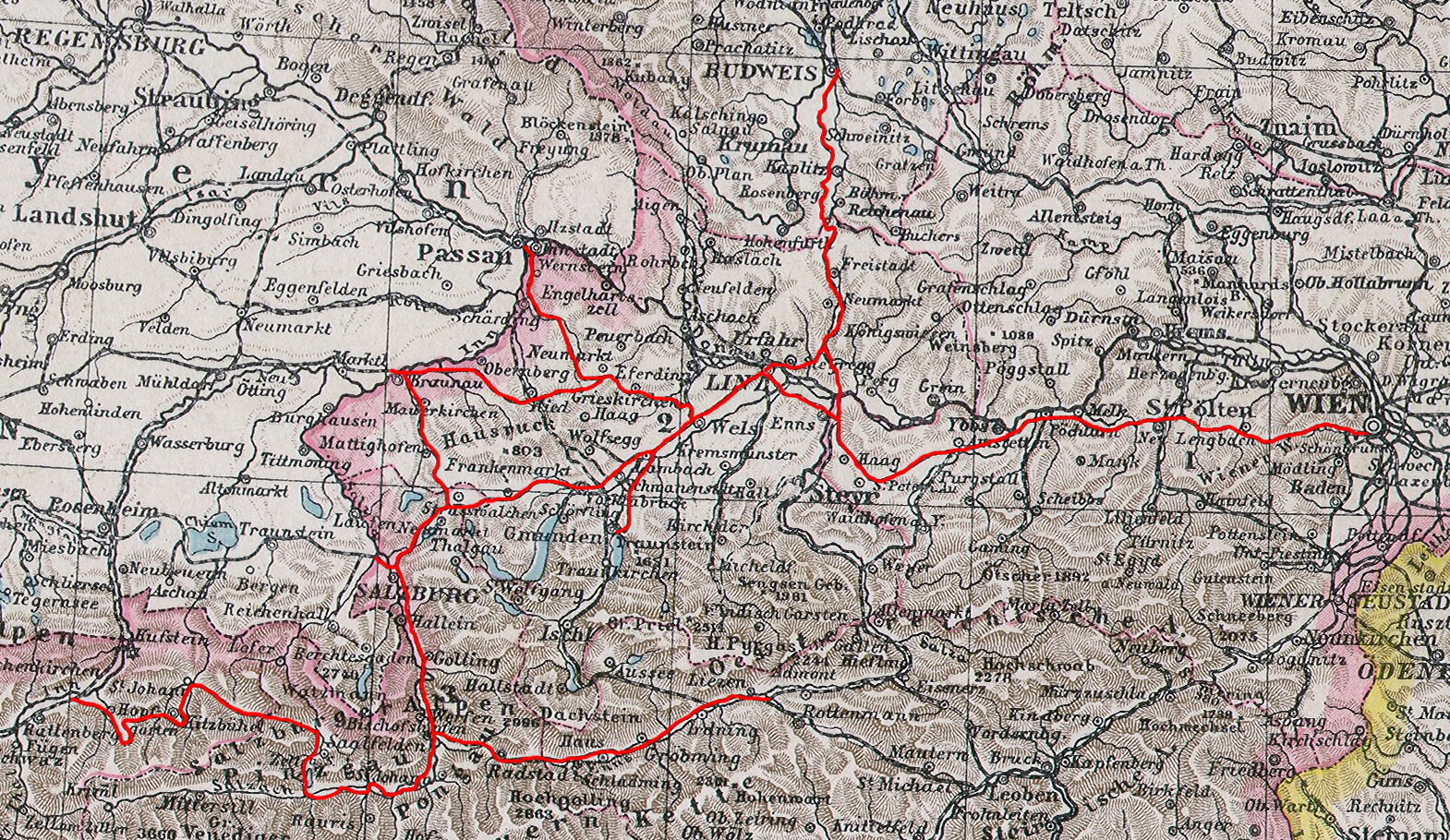
A k.k. priv. Kaiserin Elisabeth-Bahn vonalhálózata

A k.k. privilegierte Kaiserin Elisabeth-Bahn (KEB) egy vasúttársaság volt az Osztrák-Magyar Monarchiában. A társaság fővonala a Wien–Salzburg vasútvonal volt, kapcsolódva a Wels–Passau-vasútvonallal. A társaságot 1884-ben államosították.

## Története
1851. június 21-én Ausztria és Bajorország szerződést kötött egy vasútvonal létesítéséről a két ország között. Az elfogadott útvonalak a következők voltak: Münchentől Salzburgon át Bécsig, Rosenheimtől Kufsteinen át Innsbruckig, továbbá a Nürnbergtől, Regensburgot érintve, Linzig. Ezen túlmenően a megállapodás magába foglalta a Brennerbahn megépítését Bozentől (Bolzano) Veronáig, hogy összekapcsolódjanak a Lombard-Velencei Vasutak hálózatával. Az összes vonalnak 1858. március 1-jéig kellett elkészülni.

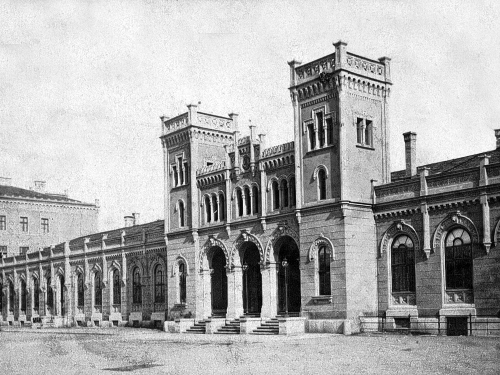
A Kaiserin Elisabeth-Bahn linzi pályaudvara

Az építés során az eredetileg Salzburgtól Bruck an der Mur-ig tervezett vonal a magas költségek miatt megvalósíthatatlannak bizonyult. Így végül egy közvetlen vonal épült Salzburg és Linz között. Az építési vállalkozó, Hermann Dietrich Lindheim 1854. október 19-én előkoncessziót kapott és megbízta Karl Keissler főfelügyelőt egy vasútvonal megépítésére Bécstől Linzen át Salzburgig. A finanszírozásra Lindheim Ernst Merck Hamburg vállalkozóval együtt alapított egy konzorciumot, amelynek tagjai közé tartozott a Creditanstalt bankház, Salamon Rothschild bankár, valamint több magánbefektető. Ez a konzorcium 1856. június 22-én nyilvánosan működő részvénytársasággá alakult.
1856. április 21-én a megkötötték a második szerződést Bajorországgal, a Salzburg-Bécs vonalat építését megerősítették. Legkésőbb „öt éven belül ... a ratifikáció napjához képest" a pályát üzembe kell helyezni. A mellékvonalnak Passautól Linzig hét éven belül kell elkészülnie.
1856. március 8-án az osztrák kormány koncessziót adott a Kaiserin-Elisabeth-Bahn ezen vonalainak megépítésére. A koncesszió 90 évre szólt.
1860. augusztus 12-én a teljes Bécs-Linz-Salzburg pályát átadták a forgalomnak. A Wels és Passau leágazás építése 1861. szeptember 1-jén fejeződött be. Ugyanebben az évben Friedrich Schey von Koromla lett a Kaiserin Elisabeth-Bahn igazgatója.
1857-ben a Pferdeeisenbahnen által üzemeltetett Linz–Lambach–Gmunden és Linz–Budweis vonalakat és a k.k. privilegierten Ersten Eisenbahngesellschaft-t a Kaiserin Elisabeth-Bahn megvette. Ezeken a vonalakon át kellett térni a gőzüzemű vontatásra és részben a vonalakat át kellett építeni.
1884-ben a Kaiserin-Elisabeth-Bahn-t államosították. A járművek és a vonalak a Császári és Királyi Osztrák Államvasutak tulajdonába kerültek.

## A vonalak
Zárójelben a megnyitás időpontja
- Bécs–Linz (1858. december 15.)
- Linz–Salzburg–birodalmi határ (1860. augusztus 12.)
- Wels–Passau (1861. szeptember 1.)
- Budweis–Linz–Gmunden (1857. október 1-jén átvéve keskeny nyomtávúként)
- Linz–Lambach (1859. szeptember 1. normál nyomtávú)
- St. Valentin–Wartberg–Summerau (1872. november 6.)
- Summerau–Zartlesdorf–Budweis (1871. december 1.)
- Linz–Gaisbach-Wartberg (1873. december 20.)
- Neumarkt-Kallham–Braunau am Inn (1870. október 23. szerzett, 1870. december 20.)
- Braunau–Simbach (1871. július 1.)
- Salzburg–Hallein (1871. július 15.)
- Hallein–Bischofshofen–Wörgl (1875. augusztus 6.)
- Bischofshofen–Selzthal (1875. augusztus 6.)
- Penzing–St.Veit–Maxing–Hetzendorf (1860. december 20.)
- Maxing – Kaiser-Ebersdorf (1872. május 1.)
- Hütteldorf–St. Veit (1883. június 28.)

## Más tulajdonú üzemeltetett vonalak
- Holzleithen–Thomasroith (1877. október 23.)
- Steindorf–Aching–Braunau (1873. szeptember 10.)

## Mozdonyok
| KEB sorozat | Darabszám | Gyártó                                                       | Gyártási év      | Jelleg | kkStB-Nr. | Kép |
| 0           | 5         | Szász Mozdonygyár                                            | 1873             | C n2t  | 61.01–05  |     |
| I           | 54        | Bécsújhely, StEG, Sigl/Bécs, KEB Műhelye                     | 1858–1859, 1863  | 1B n2  | 12.01–37  |     |
| II          | 30        | Bécsújhely, StEG                                             | 1869–1872        | 1B n2  | 21.01–30  |     |
| III         | 35        | Bécsújhely, StEG, Sigl/Bécs, KEB Műhelye                     | 1860, 1862, 1866 | C n2   | 33.01–35  |     |
| IV          | 69        | Bécsújhely, StEG, Sigl/Bécs, Werkstätte der KEB, Krauss/Linz | 1867–1884        | C n2   | 47.01–69  |     |
| V           | 24        | Szász Mozdonygyár, Bécsújhely, Floridsdorf                   | 1873–1875        | D n2   | 70.01–24  |     |
| L           | 5         | Bécsújhely                                                   | 1880             | B n2t  | 88.01–05  |     |

## Fordítás
- Ez a szócikk részben vagy egészben  a   Kaiserin Elisabeth-Bahn című német Wikipédia-szócikk fordításán alapul.  Az eredeti cikk szerkesztőit annak laptörténete sorolja fel. Ez a jelzés csupán a megfogalmazás eredetét és a szerzői jogokat jelzi, nem szolgál a cikkben szereplő információk forrásmegjelöléseként.